# Саванчук Віктор Юрійович
Ві́ктор Ю́рійович Саванчу́к — солдат Збройних сил України.

## З життєпису
Народився 1993 року в селі Яланець Томашпільського району Вінницької області. Закінчив 2011 року яланецьку ЗОШ, потім — Одеський ліцей морського транспорту.
Розвідник-кулеметник, 8-й окремий полк спеціального призначення, служив з весни 2013 року.
Загинув 9 липня приблизно о 23:40 у часі бою, який виник після того, як терористи обстріляли з кулемета машину КАМАЗ із 8 спецпризначенцями. Автомобіль потрапив у засідку в районі села Муратове. Саванчук загинув від кулі, що влучила в неприкриту бронежилетом частину тулуба; у бою ще троє вояків зазнали поранень різних ступенів тяжкості.
Без Віктора лишились батьки Юрій Миронович та Вероніка Євгенівна і брат.
Похований 12 липня 2014 року в селі Яланець Томашпільського району.

## Нагороди та вшанування
- 21 жовтня 2014 року — за особисту мужність і героїзм, виявлені у захисті державного суверенітету та територіальної цілісності України, вірність військовій присязі під час російсько-української війни, відзначений — нагороджений орденом «За мужність» III ступеня (посмертно).
- Однополчани встановили на місці загибелі Віктора меморіальний знак.
- У травні 2015 року на будівлі яланецької загальноосвітньої школи відкрито меморіальну дошку Віктору Саванчуку[1].